# دينيس ماكويد
دينيس ماكويد (بالإنجليزية: Denis McQuade)‏ (6 يناير 1951 بغلاسكو في المملكة المتحدة - ) هو لاعب كرة قدم بريطاني في مركز جناح ‏. لعب مع نادي بارتيك ثيسل وهارت أوف ميدلوثيان وهاميلتون أكاديميكال ورابطة كرة القدم الاسكتلندية الحادية عشر ‏.